# Heiner Rothfuchs
Heiner Rothfuchs (* 18. Juni 1913 in Wünschendorf/Elster, Thüringen; † 27. Juli 2000 in Limburg (Lahn)) war ein deutscher Illustrator und Hochschullehrer.

## Leben
Bis 1929 besuchte er das Gymnasium in Gera. Von 1929 bis 1933 machte er eine Ausbildung als Maler/Anstreicher in Leipzig.
Danach arbeitete er bis 1935 als Maler/Anstreicher in einem Handwerksbetrieb in Leipzig. In der Freizeit beschäftigte er sich autodidaktisch mit zeichnerischen Tier- und Naturstudien. Ab 1936 war er freischaffender Künstler in Leipzig, wo er erste Illustrationsaufträge für Jugendbücher, Jugendzeitschriften und schöngeistige Literatur bekam. 1938 siedelte er nach Potsdam über.
Von 1940 bis 1945 war er Soldat im Zweiten Weltkrieg. Gegen Kriegsende geriet er in Kriegsgefangenschaft. 1946 wurde er nach Wiesbaden entlassen, da mittlerweile seine Familie dorthin übergesiedelt war. Ab 1947 war er Zeichenlehrer in der Gewerbeschule Wiesbaden, der späteren Werk- und Kunstschule. Heiner Rothfuchs war Leiter der Fachklasse für Illustration und Wissenschaftliche Grafik. Die Wissenschaftliche Grafik wurde erstmals von H. Rothfuchs als spezialisiertes Arbeits- und Unterrichtsgebiet entwickelt. 1960 bis 1969 Unterbrechung der Lehrtätigkeit. Tätigkeit als freier Maler, Illustrator, Graphiker. Zahlreiche Studienreisen nach Nordafrika, Persien, Südafrika und Namibia. 1970 nahm er die Lehrtätigkeit an der Fachhochschule Wiesbaden wieder auf. 1970 machte er eine staatliche Abschlussprüfung als graduierter Designer.
Heiner Rothfuchs interessierte sich zeitlebens für Zoologie, Ethnologie, Archäologie und verwandte Naturwissenschaften sowie besonders für bildende Kunst. Das spiegelt sich sehr deutlich in seinen Arbeiten wider. Schon als Jugendlicher begann er in seiner Freizeit ständig zu zeichnen. Seine hervorragende Beobachtungsgabe und seine zeichnerische Begabung ermöglichten es ihm, sich fortwährend autodidaktisch weiterzuentwickeln.
Neben seiner Lehrtätigkeit hatte er Aufträge als Illustrator für Verlage wie W. Fischer, Bertelsmann, Ensslin & Laiblin, Rütten & Loening, Voggenreiter Verlag, Klett, Herold, Herder, Schroedel, Brockhaus, Matthias Grünewald, Bibliogr. Institut Mannheim, Hoch-Verlag, Franck’sche Verlagsbuchhandlung, Wasmuth, Schaffstein, Schott Music, Müller-Schindler, Südmarkverlag etc. Im Sonnen-Verlag Josef Wiroth erschien im Jahr 1946 das Kinderbuch „Das böse Krokodil“, in welchem Rothfuchs für Text und Zeichnungen verantwortlich war.
Er illustrierte Jugend- und Schulbücher, Klassiker der Weltliteratur, bibliophile Werke und arbeitete an Enzyklopädien mit. Für Museen wie das Natur- und Jagdmuseum in Brüggen, das Naturkundliche Museum in Wiesbaden u. ä. gestaltete er großflächige Dioramen für Schaukästen und Vitrinen.
Seine Zeichnungen, Aquarelle, Tempera- und Ölbilder, Radierungen, Lithographien und Holzschnitte wurden in Ausstellungen u. a. in Wiesbaden, Johannesburg, Burg Waldeck im Hunsrück, Hünstetten, Biedenkopf, Frankfurt/Main und Windhoek gezeigt.
Heiner Rothfuchs war Mitglied des Nerother Wandervogel und Gründer des „Nerother Werkordens“.